# Taste of Chicago

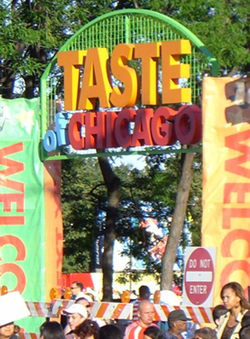
Jedno z wejść na teren imprezy (2007)

Taste of Chicago – coroczny festiwal gastronomiczny organizowany co roku na przełomie czerwca i lipca w Chicago w Stanach Zjednoczonych. Każdego roku podczas festiwalu swoje wyroby spożywcze prezentuje co najmniej kilkadziesiąt restauracji, sklepów i innych lokali gastronomicznych.
W pierwszym festiwalu zorganizowanym w 1980 roku wzięło udział około 250 tysięcy osób. Na przestrzeni lat skala przedsięwzięcia rosła i w trwającym 10 dni festiwalu w 2006 roku wzięło udział około 3,6 miliona osób.